# Kugelpanzer

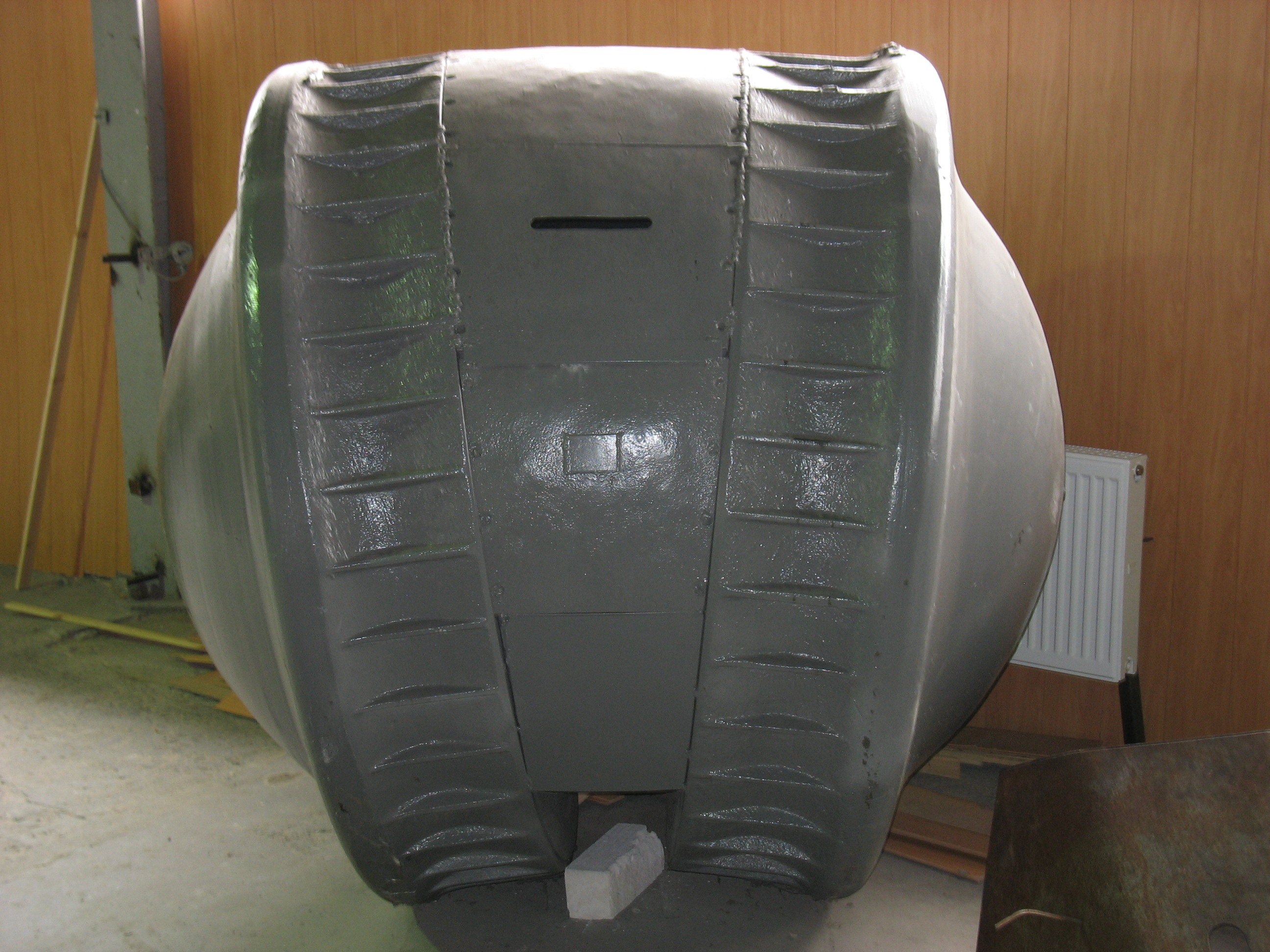
El Kugelpanzer al museu de tancs de Kubinka, 2006

El Kugelpanzer, literalment traduït com a "tanc bola", és conegut com un dels vehicles armats de combat més estranys mai creats. Només un únic vehicle d'aquest Reconnaissance Rollzeug (vehicle rotatori) va ser creat, i capturat pels russos, avui en dia encara sobreviu i és part del museu de tancs de Kubinka, com a part de la col·lecció de vehicles armats alemanys. El Kugelpanzer està llistat simplement com a objecte #37 i ha estat pintat sobre el seu color blanc. Des de la informació fragmentària que es té, se sap que la majoria de peces de metall han sigut canviades, i han fet còpies d'aquestes. La història del vehicle és desconeguda perquè no s'han trobat documents i no té marques que l'identifiquin.